# Chipata
Chipata – miasto w Zambii, stolica Prowincji Wschodniej. Zamieszkiwana jest przez około 110 tys. ludzi. Miasto, wcześniej znane jako Fort Jameson, jest położone przy granicy z Malawi, na drodze łączącej stolicę Zambii, Lusakę, ze stolicą Malawi – Lilongwe. Miasto leży na końcu Great East Road. Z miasta można dostać się do Parku Narodowego Południowej Luangwy.